# Língua lemerig
Lemerig (também Pak ou Sasar) é uma língua oceânica falada em Vanua Lava, Vanuatu. 
Lemerig praticamente não é falada hoje, registrando-se somente dois falantes que vivem no litoral norte da ilha Vanua Lava. Ao longo do tempo, a língua foi sendo substituída pelas línguas locais Mwotlap e Vera’a.

## Fonologia
Lemerig apresenta onze fonemas vocálicos que são todos monotongos curtos:  /i ɪ ɛ æ a œ ø ɒ ɔ ʊ u/.
|              | Anterior    | Anterior | Posterior |
| plana        | arredondada |          | Posterior |
| ------------ | ----------- | -------- | --------- |
| Fechada      | i           |          | u         |
| Meio fechada | ɪ           | ø        | ʊ         |
| Meio aberta  | ɛ           | œ        | ɔ         |
| Quase aberta | æ           |          | ɒ         |
| Aberta       | a           | a        | a         |